# Lothar Emmerich
Lothar Emmerich (Dortmund-Dorstfeld, 29 november 1941 - Hemer, 13 augustus 2003) was een Duitse voetballer. In de Bundesliga speelde Emmerich in totaal 183 wedstrijden waarin hij 115 keer scoorde. Daarmee staat hij op de 31ste plaats in de topschutterslijst aller tijden van de Bundesliga. Emmerich speelde ook in België, bij Beerschot.
Na zijn carrière was Emmerich ook trainer van 1981 tot 1997. Als trainer had hij minder succes dan als speler. Hij trainde vooral clubs in de lagere reeksen. FSV Mainz had hij voor het seizoen 1983-1984 onder zijn hoede.

## prijzen met Borussia Dortmund
- Bundesliga kampioen: 1963
- DFB Pokal: 1965

## prijzen met Beerschot VAC
- Nationale beker van België: 1971

## persoonlijke prijzen
- Topscoorder  Bundesliga: 1966 (31 doelpunten), 1967 (28 doelpunten),Borussia Dortmund
- Topscoorder Belgische Eerste klasse:  1970 (29 doelpunten) ,Beerschot VAC

## Periode als trainer
- 07/1978-09/1978 BV Stift Quernheim (speler-trainer)
- 1979-1981       FVgg. Kastel 06   (speler-trainer)
- 10/1981-1982    SpVgg Bayreuth
- 1983-1984       1. FSV Mainz 05
- 01/1986-06/1986 SSV Reutlingen
- 1986-1987       Eintracht Bad Kreuznach
- 1988-1990       KSV Klein-Karben
- 1992-1996       SC Idar-Oberstein
- 1996-1997       SG Weinsheim
- 1997-1999       TuS Kirschweiler

Van 1999 tot zijn dood in 2003 oefende Emmerich een functie uit binnen het bestuur van Borussia Dortmund.Overleed op 61-jarige leeftijd  aan longkanker.

## Nationaal team
In 1966 speelde Lothar Emmerich zijn eerste interland voor Duitsland in Londen tegen Engeland. De wedstrijd werd gewonnen met 2-4. Zijn eerste doelpunt scoorde hij tegen Spanje. Die wedstrijd eindigde op 1-1.